# Tzar: Excalibur e il Re Artù
Tzar: Excalibur e il Re Artù (The Burden of the Crown) è un videogioco strategico in tempo reale per PC distribuito da FX Interactive.
Il gioco è stato ripubblicato su GOG.com il 16 luglio 2013, e su Steam il 6 giugno 2019.

## Modalità di gioco
Il gioco è ambientato in un mondo fantasy medievale, e il suo gameplay rappresenta una similitudine con il capostipite della serie Age of Empires. L'obiettivo base è conquistare tutti gli altri regni, distruggendone tutti gli edifici o soltanto i castelli, a seconda della modalità selezionata. Il gioco contiene in totale 50 unità, 60 strutture e 80 aggiornamenti tecnologici, e consente di comandare una delle tre civiltà disponibili, ossia quella Europea, quella Araba e quella Asiatica; queste civiltà si differenziano per unità, strutture e alberi tecnologici, permettendo diramazioni di stili di gioco.
Il giocatore raccoglie quattro risorse: il cibo si raccoglie tramite l'agricoltura delle piantagioni, l'allevamento degli animali e la pesca, il legname si raccoglie tramite l'abbattimento degli alberi, e l'oro e la pietra si ottengono estraendo dagli appositi giacimenti.
Ogni unità possiede una certa quantità di salute e un inventario dove immagazzinare oggetti come armi, pozioni o amuleti, e alcune unità magiche possiedono un secondo parametro chiamato mana, che si rigenera col tempo e si usa per evocare creature o lanciare incantesimi. Inoltre, il gioco possiede la prima implementazione della storia di un sistema completo di esperienza per ogni unità in uno strategico in tempo reale: nonostante non possieda il sistema degli eroi noto in Warcraft III, ogni unità ha il potenziale di raggiungere il livello 12, ottenendo così lo status di unità eroica. Non esiste alcun limite numerico per le unità eroiche.
I principali edifici costruibili dal giocatore e comuni per tutte le tre civiltà sono le abitazioni (che incrementano il limite di popolazione), le fattorie (che producono mucche e fungono da punti di raccolta per il cibo), le fucine (dove si ricercano tecnologie che migliorano le abilità offensive e difensive delle unità), i laboratori (dove si costruiscono le macchine d'assedio), le caserme (dove si costruiscono le unità militari), le scuderie (dove si ricercano miglioramenti per la cavalleria), le torri (edifici difensivi che possono essere aggiornati in vari tipi), le mura (che possono essere di legno e aggiornabili in mura di pietra), i cancelli (costruibili nelle mura), le taverne (dove si possono scambiare risorse e anche reclutare mercenari e unità eroiche) e i porti (dove si costruiscono imbarcazioni da pesca, da trasporto e da guerra). Il gioco presenta inoltre quattro edifici speciali, anch'essi comuni per tutte le civiltà: una Torre della magia, un'Accademia militare, una Camera di commercio e un edificio spirituale (la Moschea per gli Arabi, la Cattedrale per gli Europei e il Tempio Shaolin per gli Asiatici); ognuno di questi edifici rappresenta una specifica strategia, e dato il costo piuttosto elevato di uno di questi edifici, è importante scegliere con cautela la strategia più adatta. Ogni strategia presenta uno stile di gioco unico:
- Costruire un edificio spirituale fa adottare la strategia Religione, e consente di reclutare sacerdoti, spie e unità religiose d'élite. I sacerdoti possono guarire e benedire le unità aumentando temporaneamente i loro parametri, e possono scoprire i maghi nelle vicinanze e neutralizzarli con un attacco a lungo raggio, rendendoli utili contro chi attua la strategia Magia. Le spie possono impersonare un'unità avversaria per infiltrarsi nel loro regno, consentendo di vedere quello che stanno facendo: una volta infiltrata, può essere comandata dall'avversario come fosse un'unità normale, compresa la raccolta delle risorse se impersona un contadino; il possessore originale della spia può farla scoprire in qualsiasi momento. Infine le unità religiose d'élite variano a seconda della civiltà selezionata:
  - Gli Europei possiedono i Crociati, unità a cavallo con alti parametri di difesa; sono sempre reclutati in gruppo e possono essere reclutati nuovamente solo quando vengono del tutto annientati.
  - Gli Arabi possiedono i guerrieri Jihad, una versione potenziata di un soldato semplice; sono in realtà dei contadini, e dato che i contadini, in qualità di unità di base, costano meno del soldato semplice, capita che il giocatori recluti continuamente contadini da trasformare in guerrieri Jihad da mandare in massa contro il nemico.
  - Gli Asiatici possiedono il Monaco d'élite, un guerriero a tutto tondo con un attacco e una difesa equilibrata, in grado di condividere la sua esperienza in battaglia con le altre unità kung-fu.
- Il percorso Magia, seguibile tramite la Torre della magia, permette di reclutare maghi e ricercare magie. I maghi iniziano senza nessun incantesimo, quindi è necessario ricercare subito degli incantesimi nell'apposita Torre; anche se variano di civiltà in civiltà, sono comunque più o meno devastanti contro grandi eserciti, rendendoli adatti contro chi segue il percorso Guerra. Inoltre, una volta ricercata una determinata tecnologia, è possibile evocare creature magiche, come i giganti e i pipistrelli europei, i geni arabi e i draghi asiatici, con notevoli parametri d'attacco e di salute. Il punto debole delle unità del percorso Magia, che siano semplici maghi o potenti creature magiche, è che sono deboli contro i sacerdoti.
- L'Accademia militare sblocca il percorso Guerra, che consente di ricercare tecnologie che accelerano l'aumento d'esperienza delle unità militari, aumentando le possibilità che diventino unità eroiche. Questo percorso consente di reclutare mercenari senza troppi problemi, e consiglia di creare grandi eserciti di unità di livello sempre più alto, in modo da aumentare le possibilità di ottenere unità eroiche; inoltre, è perfetto contro i giocatori che seguono il percorso Magia, in quanto la sopraffazione numerica degli eserciti possono superare anche l'esperienza delle unità religiose più forti. Eserciti di grandi dimensioni sono però potenziali bersagli ideali contro le magie più devastanti da parte di coloro che adottano la strategia Magia.
- Il percorso Commercio è attuabile tramite la Camera di commercio, ed è utile in partite con alleati. Consente il commercio, la scommessa con le risorse, i prestiti, l'aumento della popolazione, l'abilità dei contadini di corrompere unità nemiche a un certo prezzo, e persino la ricerca di galeoni d'élite, più grandi e forti e con un raggio maggiore di tutte le altre navi da guerra. Questi credenziali rendono il percorso Commercio ideale per i giocatori che giocano in una mappa di tipo Isola.

Il giocatore può scegliere di giocare una campagna o scenario predefinito o personalizzato, oppure una partita a giocatore singolo o multigiocatore online. Due sono le campagne predefinite: la prima, fatta di 20 missioni, tratta principalmente delle vicende di re Artù, nello specifico di come si sia impossessato di Excalibur e di come sia diventato re di Camelot; la seconda riporta la storia di Gengis Khan, a partire dalle sue umili origini di contadino fino alla conquista del potere e alla campagna in Cina. Inoltre è possibile creare mappe in editor, e inserire di conseguenza le mappe ivi create in nuove campagne personalizzate.
Il gioco è stato creato con l'aiuto di attori, musica d'orchestra e archivi storici.

## Doppiaggio
| Personaggio                                                                                              | Doppiatore italiano  |
| --- | -------------------- |
| Voce narrante                                                                                            | Marco Balzarotti     |
| Sir Kay Re dei Caradi Re di Cradilment Dragone Lancillotto                                               | Massimo Bitossi      |
| Re dei Cento Cavalieri Cavaliere furioso Yamuga                                                          | Luca Bottale         |
| Artù (giovane) Sir Gawain Temujin (giovane)                                                              | Massimo Di Benedetto |
| Sir Brastias Re Uryens Sir Lucas Sir Ladinas Sir Balin Contadini Soldato mongolo                         | Gianni Gaude         |
| Re di Scozia Re Lot Nerone Sir Galahad Sir Mordred Tugril Khan                                           | Riccardo Lombardo    |
| Voci dell'Oltretomba Regina vampira                                                                      | Annamaria Mantovani  |
| Ginevra Fata Morgana Elun Alana Wanli Dama del Lago Nyneve Borta                                         | Cinzia Massironi     |
| Re Nentres Sir Ulfius Re Ban Sir Percival Prete Abdul Zhorin                                             | Giorgio Melazzi      |
| Sir Hector Merlino Re Clarivaus Sir Kaynes Arciere Inquisitore Anziano                                   | Antonio Paiola       |
| Arcivescovo di Canterbury Sir Bawdewyn Sir Phariance Sir Lyonse Primo Cavaliere Jagadai                  | Silvano Piccardi     |
| Artù (adulto) Re Brande Goris                                                                            | Patrizio Prata       |
| Haaser Cavaliere Re Bors Sir Balan Temujin (adulto)                                                      | Riccardo Rovatti     |
| Duca d'Estance Re d'Irlanda Sir Gryfflet Re Pellinore Sir Ewain Secondo Cavaliere Yenisei Bocurgoi Unojo | Luca Sandri          |

## Accoglienza
| Testata                            | Giudizio |
| ---------------------------------- | -------- |
| GameRankings (media al 30-04-2021) | 69%      |
| Computer Games Magazine            | [ 4 ]    |
| CGW                                | [ 5 ]    |
| GamePro                            | [ 6 ]    |
| PC Gamer (US)                      | 78%      |

Tzar: Excalibur e il Re Artù ha ricevuto un'accoglienza intermedia stando ai punteggi aggregati su GameRankings.
Il gioco è diventato un cult in Spagna, grazie alle 50 000 copie vendute verso novembre 2000.